# Chiêm hậu ty
Chiêm hậu ty (占候司, Office of Imperial Observatory) là cơ quan Khâm thiên giám cấp tỉnh, chuyên giữ việc xem thiên văn, làm lịch, coi ngày, báo giờ để định mùa vụ cho dân tại tỉnh.
Thời Nguyễn, quan đứng đầu Chiêm hậu ty là Linh đài lang, hoặc Chiêm hậu sinh trật Chánh cửu phẩm. Nếu tỉnh đã đủ Linh đài lang trật Tòng cửu phẩm, thì tỉnh không cần thêm chức Chiêm hậu sinh. Thời này, tại các Chiêm hậu ty, chức Linh đài lang được gọi là chức Cai hợp và chức Thư lại là chức Thủ hợp.
Năm Minh Mạng 9 (1828), đổi tên Cai hợp tại Chiêm hậu ty lại thành Linh đài lang, Thủ hợp thành Chánh cửu phẩm Thư lại.
Năm Minh Mạng 15 (1834), chuẩn định Chiêm hậu ty Linh đài lang trật Tòng thất phẩm.